# Alemayehu Shumye
Alemayehu Shumye (* 6. April 1988; † 11. Januar 2013 in Addis Abeba) war ein äthiopischer Marathonläufer.
2008 gewann Shumye die Maratona del riso, den Warschau-Marathon und den Beirut-Marathon.
Im Jahr darauf wurde er Zehnter beim Zürich-Marathon und mit seiner persönlichen Bestzeit von 2:08:46 Fünfter beim Frankfurt-Marathon. Ebenfalls Fünfter wurde er beim Xiamen-Marathon 2010.
Shumye starb 24-jährig bei einem Autounfall.